# Клинохвостые попугаи
Клинохвостые попугаи (лат. Psittaculini) — триба птиц из подсемейства Psittaculinae семейства Psittaculidae.

## Описание
В окраске большинства видов этой трибы преобладают зелёные тона.

## Ареал
Представители этой трибы обитают в палеотропических лесах Азии и Океании, от Индии до Австралии.

## Классификация
В трибу включают 6 родов:
- Род Eclectus — Благородные зелёно-красные попугаи
- Род Geoffroyus — Попугаи Жоффруа
- Род Prioniturus — Ракетохвостые попугаи
- Род Psittacula — Кольчатые попугаи
- Род Psittinus — Красноплечие попугайчики
- Род Tanygnathus — Благородные попугаи

Род Psittacula считают парафилетичным относительно родов Tanygnathus и Psittinus, поэтому в дальнейшем классификация будет уточняться.